# 白龙河水库
白龙河水库是中国云南省玉溪市华宁县境内的一座水库，位于白龙河上，建于1954年。水库正常库容为955万立方米，集雨面积为72平方千米，海拔为1718米。